# كاتدرائية سانت فاطيما (القاهرة)
كاتدرائية سانت فاطيما (الكاتدرائية الكلدانية الكاثوليكية في القاهرة) هي الكرسي الرسولي للأبرشية الكلدانية الكاثوليكية في القاهرة وتقع في مدينة القاهرة. والتي قنن وضعها الحالي في عام 1980 هو البابا يوحنا بولس الثاني.
الكاتدرائية تتبع الطقوس السريانية الشرقية في شركة كاملة مع بابا روما. المدبر البطريركي للأبرشية الكلدانية الكاثوليكية في القاهرة هوالأب بولس ساتي.

## تاريخ الكنيسة
قام بوضع حجر الأساس للكاتدرائية مثلث الرحمات يوسف السابع غنيمة، بطريرك الكلدان الكاثوليك، في 7 نوفمبر 1951. وقد تم تدشينها باسم العذراء سانت فاتيما في 13 مايو 1953.
كاتدرائية سانت فاتيما تحتوي علي المذبح الرئيسي في الهيكل وثلاثة مذابح أخرى جانبية، فمن ناحية اليمين يقع مذبح قلب يسوع الأقدس، وعلى الجانب الآخر مذبح القديس يوسف البتول، ومذبح العماد المقدس، وهو ما يتميز به التصميم البازيليكي للكنائس.